# 杭州市中医院
30°16′19.4″N 120°8′59.6″E / 30.272056°N 120.149889°E
杭州市中医院，又名浙江中医药大学附属广兴医院，前身为创建于1952年的广兴联合中医院，是华东地区最早建立的中医院之一。1994年被国家中医药管理局评为三级甲等中医院和全国示范中医院，2004年和2011年两次通过省中医药管理局组织的三级甲等中医院复评验收工作，2009年被列入全国"重点中医院"建设单位。
地址位于杭州市体育场路453号。

## 概况
建院之初医院设内科、针灸科，开放10张病床，职工仅11人。1971年9月正式更名为杭州市中医院。1979年1月迁入武林门新址，新建病房楼，床位增至200张，职工数近400人。1989年成为原浙江中医学院的非隶属附属医院，承担该校学生的见习、实习任务。
医院设临床、医技科室40余个，开设31个病区，开放1000张床位。拥有核磁共振、螺旋CT、DSA等3亿元的医疗设备。新的中药制剂中心于2012年上半年投入使用。2011年门、急诊达206万人次，出院2.7万人次，目前总资产11亿元。

## 荣誉
- 三级甲等中医院
- 全国示范中医院
- 杭州市重点涉外参观单位
- 杭州市对外开放接收外国留学生进修单位
- 杭州市外国人专诊医院
- 浙江省台胞定点医院
- 杭州市外商投资定点医院
- 全国中医普法教育先进集体
- 浙江省精神文明建设先进集体
- 浙江省文明中医院
- 浙江省消费者信得过单位
- 浙江省绿色医院
- 杭州市文明单位
- 杭州市消费者信得过单位